# Barranco León
Barranco León es un yacimiento que según varias dataciones se encuentra en un intervalo de antigüedad entre 1,2 y 1,4 millones de años.
En este yacimiento se encontró el resto humano que podría ser el más antiguo de Europa Occidental con 1,4 millones de años, dentro del Pleistoceno. Es conocido como el niño de Orce y se corresponde con una muela de la dentición de leche de un niño o niña de unos 10 años y de una especie del género Homo todavía sin especificar.

## Historia

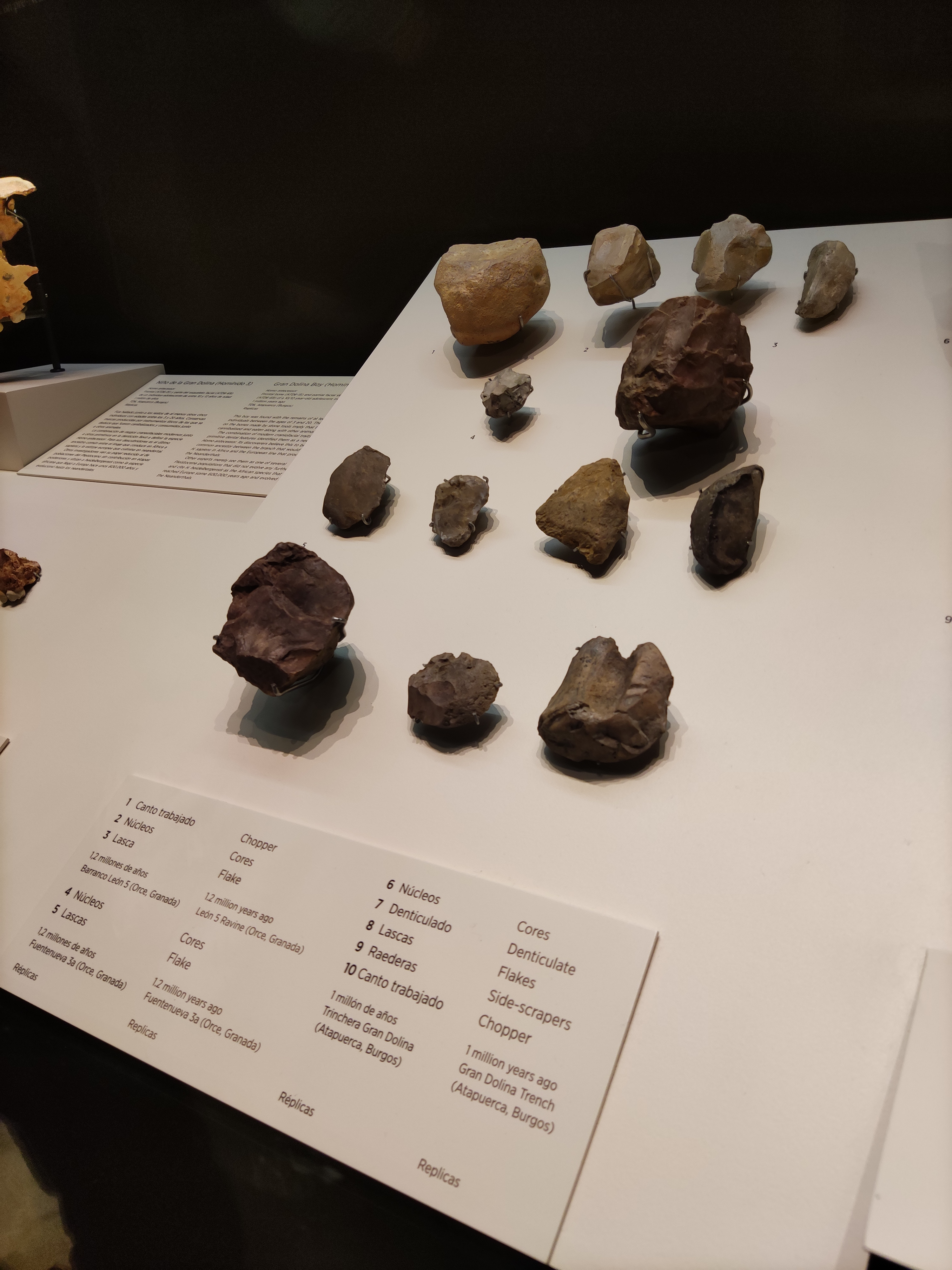
Canto y lasca de Barranco León 5. 1.2 millones de años de antigüedad. Museo Arqueológico Nacional.

Excavado en 1995 por Josep Gibert i Clols y en 1999 y 2000 por Martínez Fernández y Toro. Se encuentran dos estratos con restos, BL1 y BL5. El primero con restos de fauna mal conservados y el otro con muchos restos de mamíferos e industria lítica (una 150 piezas, casi todas lascas y algún núcleo de sílex). Debió ser una zona lacustre. El tipo de industria lítica encontrada, como en Fuente Nueva 3, son núcleos de los que se han obtenido lascas por medio de un percutor duro y que correspondería a un tipo de tallado del modo 1.
Entre los grandes mamíferos presentes se encuentran: Hippopotamus antiquus, Equus altidens, Felidae cf. Homotherium sp., Megaloceros sp. y Bovini gen. et indet.
El yacimiento está catalogado por el Instituto Geológico y Minero de España como AND331.